# Plaza de Santa María Soledad Torres Acosta
La plaza de Santa María Soledad Torres Acosta (más conocida como plaza de la Luna, de Luna o de los Luna) es un espacio público ubicado en el barrio de Universidad, en el distrito Centro de Madrid (España).
La plaza tiene calles que desembocan en ella conectando el segundo tramo de la Gran Vía y la calle Fuencarral con el eje de San Bernardo. Algunas de ellas como Tudescos, o la calle de la Luna de la que tomó su nombre popular. La Plaza tiene su protagonismo específico en la zona centro durante la celebración de las navidades, debido a la instalación de un mercado navideño. En el campo del espectáculo, destaca el la cercanía del teatro Alfil y los desaparecidos cines Luna. El nombre de la plaza se debe a la santa María Soledad Torres Acosta (de nombre Bibiana Antonia Manuela Torres Acosta) fundadora de la congregación de las hermanas Siervas de María Ministras de los Enfermos.

## Historia

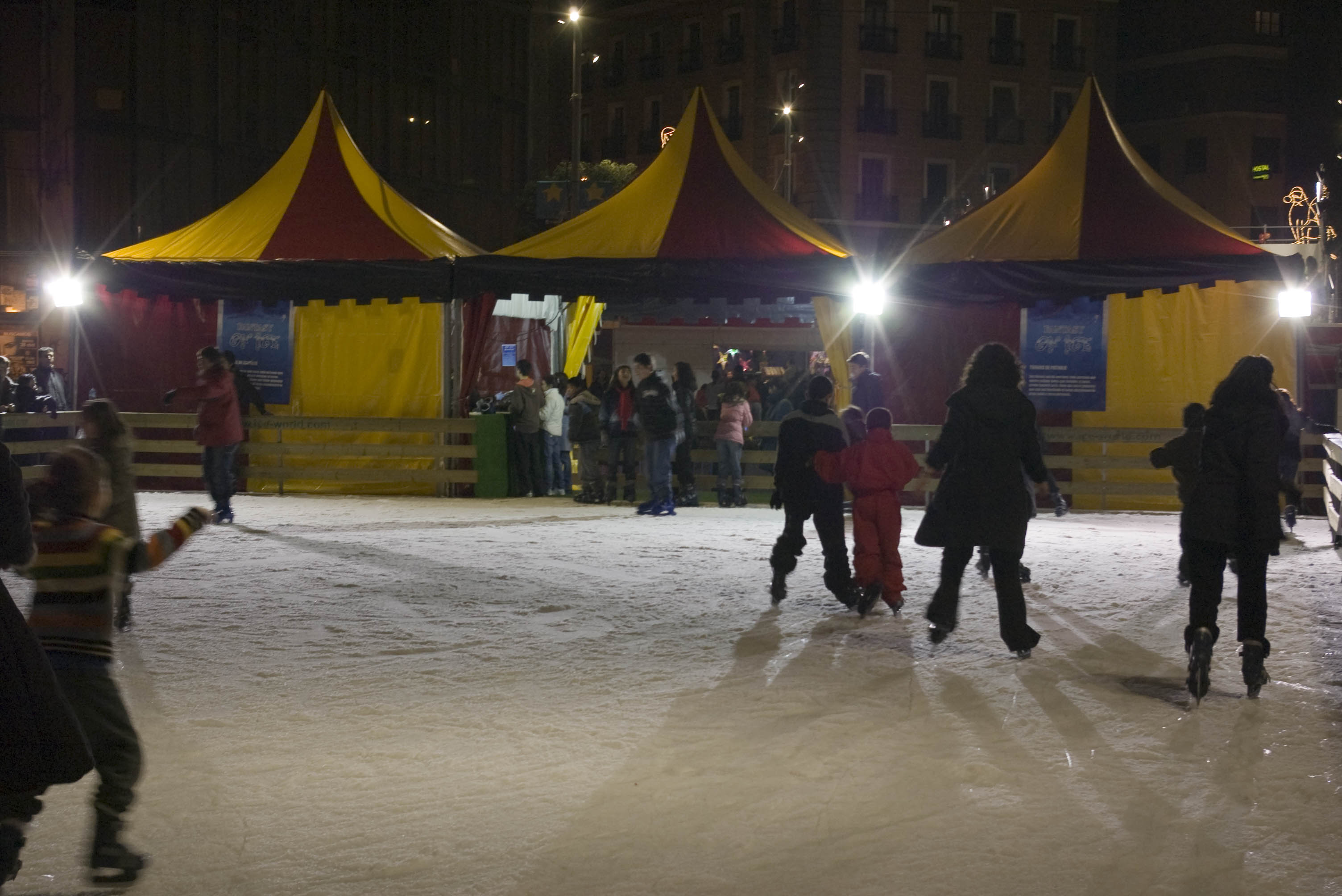
Vista nocturna de la plaza, en la que se muestra una instalación temporal de patinaje sobre hielo.

La plaza se encontraba en los arrabales de la ciudad hasta el siglo XVI, el área se encontraba ocupada por el arrabal de San Martín que comenzaba en los aledaños de la plaza de Callao. La plaza se formó en la configuración que posee a comienzos del siglo XX debido al derribo del palacio de Monistrol ya en 1970. En este edificio se fundó el banco de San Carlos en 1782, encontrándose en sus bajos el Teatro Buenavista desde 1837. En el espacio que da a la fachada principal de la Iglesia de San Martín (lugar del antiguo Convento de Portacoeli derribado durante las desamortizaciones) que fue la continuación del monasterio benedictino más antiguo de Madrid.
Los Cines Luna se inauguraron el 1 de abril de 1980 proyectando las películas Sangre sabia y El cuchillo en la cabeza. La plaza fue un foco de prostitución a finales del siglo XX, hasta que fue remodelada por el Ayuntamiento. En la actualidad se celebran en navidades un mercado de Navidad y se instala una pista de hielo. En algunas ocasiones se emplea el espacio de la plaza en la preparación de mercados medievales. En 2007 se realizaron diversas remodelaciones en la plaza, que incluían un nivelado de la plaza, unas fuentes rasantes, un jardín infantil, y un jardín vertical en uno de sus laterales. 
El Ayuntamiento de Madrid en 2019, instaló una Placa (en el respiradero del garaje), en recuerdo de Arturo Ruiz asesinado el 23 de enero de 1977 un día antes que los  Abogados de Atocha.